# Ale Water (River Teviot)
Das Ale Water ist ein linker Nebenfluss des River Teviot in der schottischen Council Area Scottish Borders. Er ist nicht zu verwechseln mit dem gleichnamigen Fluss zu verwechseln, der ebenfalls in den Scottish Borders liegt.

## Geographie
Das Ale Water entspringt auf einer Höhe von 363 Metern am Osthang des Deep Slack, der in älteren Quellen als Henwoodie Hill bezeichnet wird, im Ettrick Forest. Zunächst folgt sein Lauf für rund 30 Kilometer einer nordöstlichen Richtung. Dabei verläuft das Ale Water durch eine hügelige, dünnbesiedelte Region der Scottish Borders. Es tangiert dabei die Ortschaften Ashkirk und Lilliesleaf. Zuletzt dreht das Ale Water sukzessive nach Südost und mündet dann nach einem Lauf von 38 Kilometern bei Ancrum in den Teviot, der über den Tweed in die Nordsee entwässert.
Entlang des Oberlaufs ist das Ale Water zum Alemoor Loch aufgestaut. In das Ale Water münden zahlreiche Bäche, insbesondere von links.

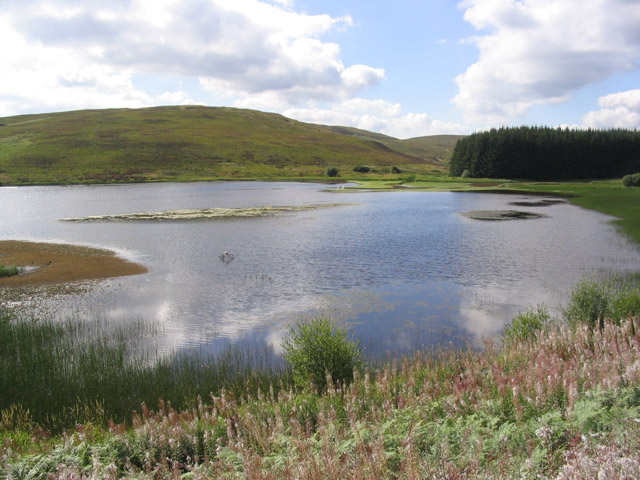
Das Alemoor Loch
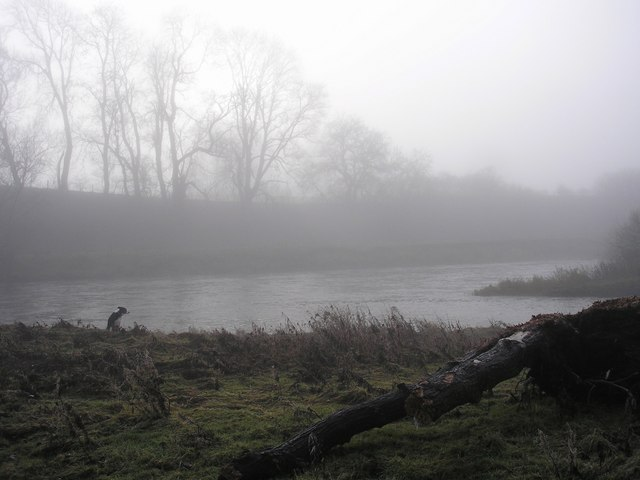
Mündung des Ale Waters in den Teviot